# モントレー・ジャック
モントレー・ジャック（英語: Monterey Jack）は、アメリカ合衆国のセミハードタイプのナチュラルチーズで、カリフォルニア州のモントレー発祥。短縮してジャックとのみ呼ばれることもある。
このチーズの先祖はイタリアにあるとみられ、イタリアからマヨルカ島を通ってスペイン、大西洋を渡ってメキシコという経路で、1700年代にフランシスコ会の修道士によりカリフォルニアに移入されたと考えられている。当初は単にモントレーのチーズ "Monterey cheese" としてのみ知られていたということである。
ジャックという名称の起源については諸説あるが、アメリカ食品医薬品局による公式な表記と言及が確認できるのは1955年である。ただし、記録以前にモントレー・ジャックの呼称がなかったということではなく、次のような由来が語られる。ジャックを人名由来とする説ではデイヴィッド・ジャック(1822-1900)という人物にその起源を求める。この人物はスコットランド生まれで、ゴールドラッシュの流れにのってアメリカ西海岸へ到達した実業家であるが、同名の修道士を由来としている資料もある。一方でジャックとは人名ではなく、チーズを作る工程で圧縮に使ったジャッキに語源を求める説もある。
製品について、一般に「クセが少なくマイルド」と評され、加熱することでコクが増す。熟成が進むと味わいがシャープになっていく。熟成によりチェダーチーズと似るという指摘があるが、モントレー・ジャックは色素（アナトー）によって着色されることはない。以下のようなバリエーションがある。
- 4箇月から最大で4年熟成させたものもあり、これは「ドライ・ジャック(Dry Jack, Dry Monterey Jack)」と呼ばれ、ハードタイプに分類される[7]
- 唐辛子（チリ・ペッパー）を加えた「ペッパー・ジャック(Pepper Jack)」[2]。ハラペーニョが使われるタイプもある[8]
- 濃い黄色のコルビーチーズと混ぜてマーブル模様にした「コルビージャック(Colby-monterey jack, colby-jack, cojack)」[9]
- ブルーチーズのフレーバーをつけた「ブルー・ジャック(blue jack)」[8]